# Măsliniu
Culoarea măslinie sau olivacee (latină olivaceus, oliveus, olivicolor) este o culoare galben-verzuie, bătând spre negru, asemănătoare cu culoarea măslinei crude.

## Note

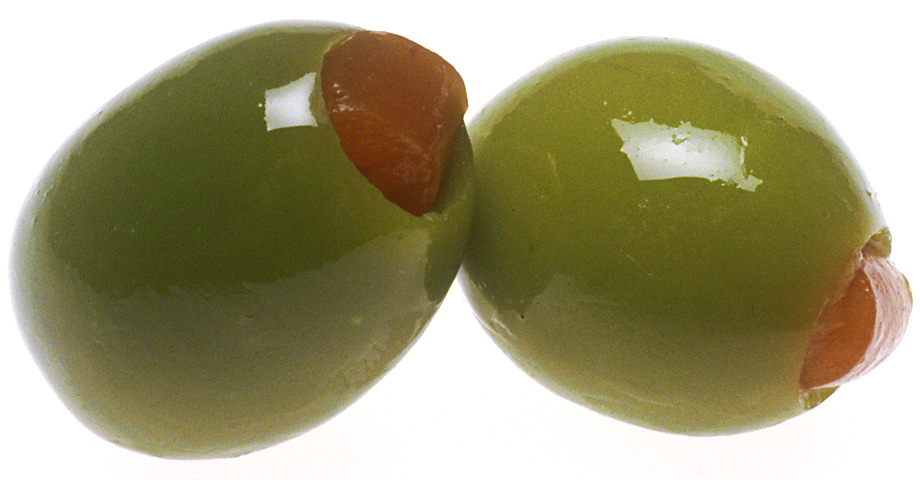
Culoarea măslinei crude
Silueta măslinie a avionului
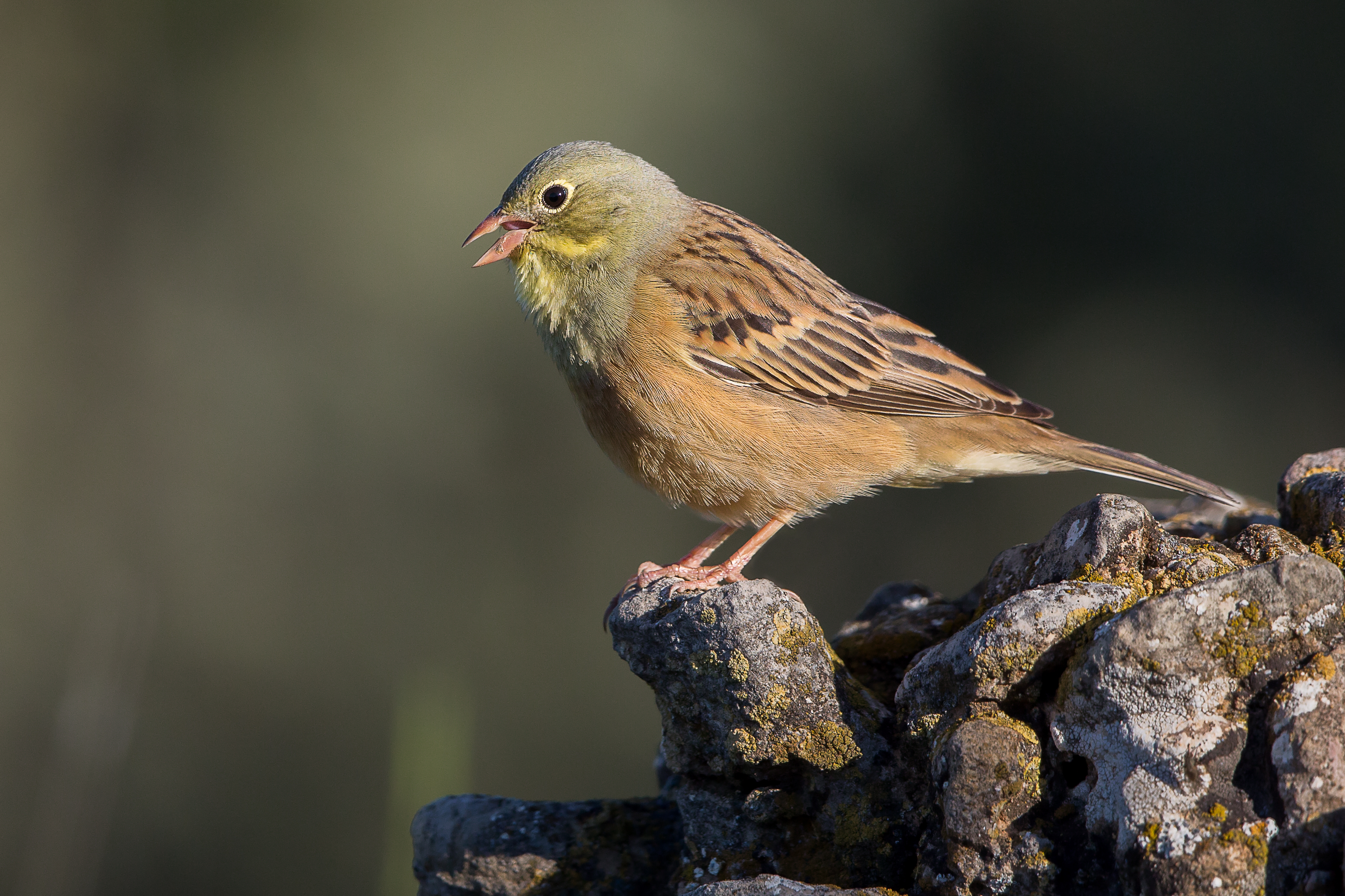
Presură de grădină (Emberiza hortulana) are pieptul şi capul măslinii